# أندريسينيا
أندريسا كافالاري ماكري (مواليد 1 مايو 1995)، المعروفة باسم أندريسينيا، هي لاعبة كرة قدم برازيلية محترفة، قائدة فريق نادي بالميراس، ومنتخب البرازيل لكرة القدم للسيدات، وتلعب في مركز لاعبة وسط. شاركت في بطولتي كأس العالم للسيدات مع المنتخب البرازيلي في كأس العالم للسيدات 2015 وكأس العالم للسيدات 2019.

## نشأتها
ولدت أندريسينيا في روكي غونزاليس في ولاية ريو غراندي دو سول الجنوبية. لعبت كرة الصالات في طفولتها. بدأت لعب كرة القدم في سن مبكرة، وحظيت بدعم والدها لاعب كرة قدم محترف إليزو ماكري الذي كان يصطحبها إلى التدريبات والمباريات.

## مسيرتها الكروية
بدأت أندريسينيا مسيرتها الكروية في نادي إسبورتي كلوب بيلوتاس في نوفا إسبيرانسا دو سول بعد أن أجرى النادي تجربة مفتوحة في عام 2009. في العام التالي، انضمت إلى كيندرمان في سانتا كاتارينا، وظلت مع الفريق حتى عام 2014،  عندما تم استدعاؤها إلى المنتخب البرازيلي. ساعدت أندريسا الفريق في الفوز بألقاب الدوري في 2010 و2011 و2012 و2013, والوصول إلى نهائي الدوري البرازيلي لكرة القدم للسيدات في عام 2014.
وفي مسابقات الدوري والكأس من عام 2012 إلى عام 2014، ظهرت أندريسا في 28 مباراة (26 منها أساسية) وسجلت عشرة أهداف، وقادت الفريق في الأهداف في عامي 2011 و2013.

### هيوستن داش
في 27 يوليو 2015، انضمت أندريسا إلى هيوستن داش، مرتدية الرقم 2. مع وصول أندريسينيا، كان من الضروري ترك مكان شاغر ولهذا السبب تم التنازل عن المدافع كارلي ويليامز لإفساح المجال في القائمة المكونة من 20 لاعبًا.
شاركت أندريسينيا لأول مرة مع هيوستن ضد نادي كانساس سيتي لكرة القدم في 29 يوليو 2015. بدأت جميع مبارياتها السبع مع فريق داش في ذلك الموسم لكنها لم تسجل أي أهداف. في نهاية  موسم 2015، حصلت على لقب أفضل لاعبة شابة للعام.

#### 2016
شارك أندريسينيا في جميع مباريات هيوستن داش التحضيرية للموسم. حيث سجلت أول أهدافها مع ناديها الجديد من ركلة حرة في الفوز على أوريغون ستيت بيفرز بنتيجة 3-0 على ملعب بروفيدنس بارك. أنهى أندريسينيا الموسم بتسجيله هدفًا واحدًا، وشارك في 15 مباراة في الدوري الوطني لكرة القدم للسيدات بشكل منتظم.. جاء هدفها ضد أورلاندو برايد في 24 أبريل 2016، والتي كانت المباراة الأولى بين الناديين المتوسعين.

#### 2017
خلال ذلك الموسم، لعب أندريسينيا 21 مباراة وسجل هدفين لنادي تكساس.

#### إيراندوبا (إعارة 2017)
خلال فترة توقف الدوري الوطني لكرة القدم للسيدات، لعبت أندريسينيا مع فريق إيرانوبا في بطولة كرة القدم النسائية الأمازونية 2017 وتوجت بالبطولة.

### بورتلاند ثورنز
بعد ثلاثة مواسم في هيوستن، انتقل إلى نادي بورتلاند ثورنز لكرة القدم في يناير 2018. غابت عن جميع مباريات بورتلاند التحضيرية للموسم الجديد لأنها كانت تلعب مع البرازيل في كوبا أمريكا للسيدات 2018 في تشيلي. شاركت أندريسينها لأول مرة مع فريق بورتلاند ثورنز ضد يوتا رويالز إف سي في 28 أبريل 2018، حيث دخلت كبديلة في الدقيقة 64 بدلاً من سيليست بوريل. في 11 مايو 2018، سجلت هدفها الأول للفريق، من ركلة حرة أعطت فريق ثورنز التقدم في فوزهم النهائي 3-1..

## مسيرتها الدولية
لعبت أندريسا مع البرازيل في نسختي كأس العالم للسيدات تحت 17 سنة تحت 17 سنة 2010 وكأس العالم للسيدات تحت 17 سنة 2012 من كأس العالم للسيدات تحت 17 سنة. في البطولة الأخيرة، كانت  قائدة وصانعة لعب المنتخب البرازيلي الذي خسر بصعوبة أمام ألمانيا في الدور ربع النهائي. قارن منظمو البطولة الفيفا إمكانياتها بإمكانيات اللاعبة البرازيلية مارتا. ظهرت لأول مرة مع المنتخب الأول في ديسمبر 2012، ضد الدنمارك في بطولة مدينة ساو باولو الدولية لكرة القدم النسائية 2012.كانت تلعب إلى جانب فورميجا كلاعبة وسط دفاعية، وأشاد بها مدرب الفريق فاداو، الذي قال: "كلما سئلت عن مستقبل كرة القدم النسائية، تحدثت عن أندريسينيا".

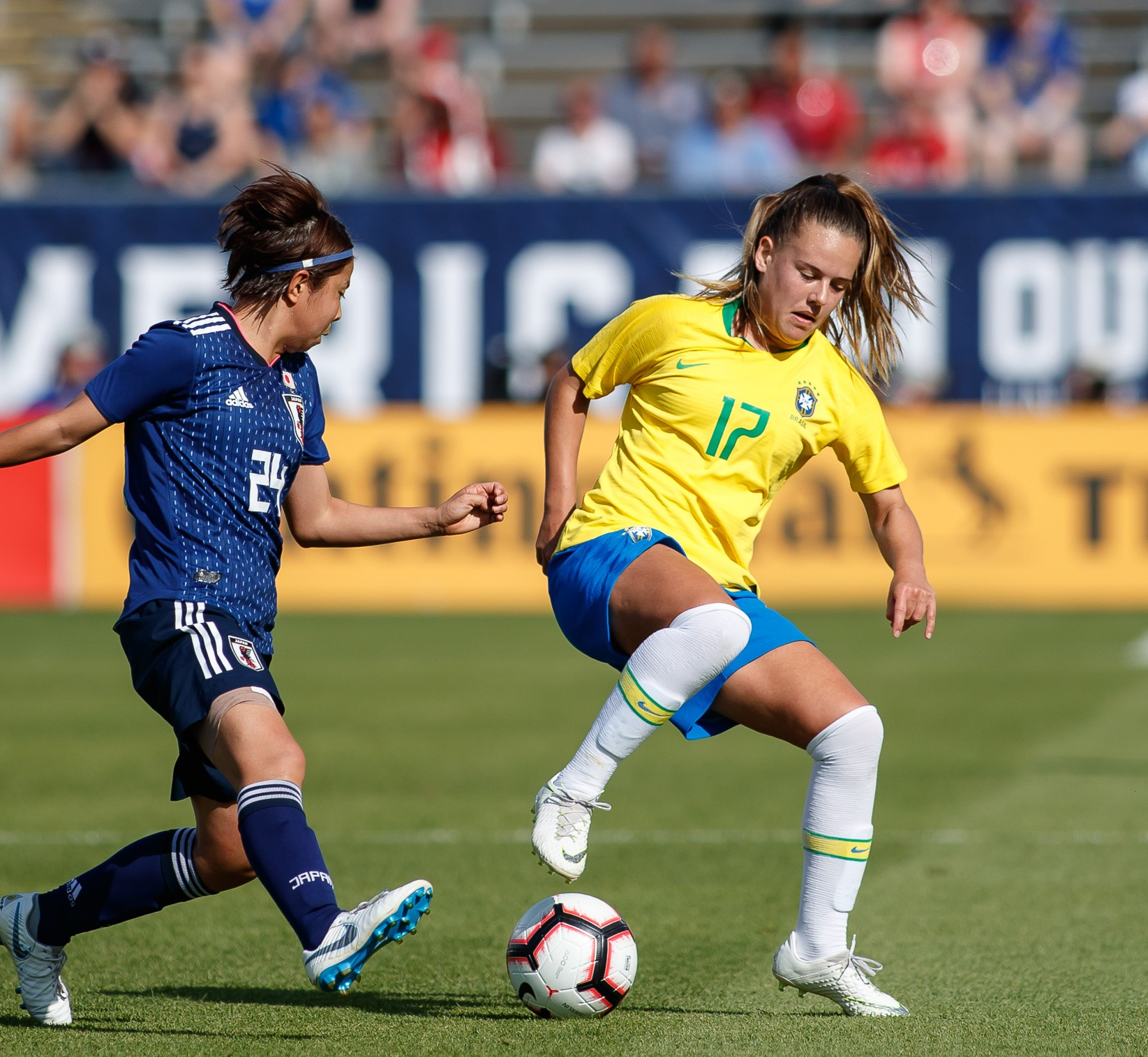
أندريسينيا يلعب مع المنتخب البرازيلي في عام 2018

في فبراير 2015، أُدرجت أندريسا في برنامج إقامة مدته 18 شهرًا يهدف إلى إعداد المنتخب الوطني في كأس العالم للسيدات 2015 في كندا وأولمبياد ريو 2016. في بطولة كأس العالم لكرة القدم للسيدات 2015، شاركت أندريسا في جميع المباريات الثلاث التي تأهلت فيها البرازيل من مجموعتها دون أن تتلقى أي هدف. اختارها الاتحاد الدولي لكرة القدم، أفضل لاعبة في المباراة الأخيرة في المجموعة، التي فازت فيها البرازيل على كوستاريكا بنتيجة 1-0. في هزيمة البرازيل 1-0 في الدور الثاني أمام أستراليا، لعبت أندريسا المباراة كاملةً. وبقيت في كندا ضمن تشكيلة المنتخب البرازيلي المشارك في دورة الألعاب الأمريكية 2015 في تورنتو.
شاركت في اثنتين من مباريات البرازيل الأربع في كأس العالم للسيدات 2019 في فرنسا. بدأت أساسيةً ولعبت 90 دقيقة كاملةً في فوز البرازيل على إيطاليا في دور المجموعات، والذي ضمن لها التأهل إلى الأدوار الإقصائية، ثم دخلت بديلةً في الدقيقة 75 من مباراة خسارتها في دور الستة عشر أمام فرنسا.

### الأهداف الدولية
| الهدف | التاريخ       | الموقع                                | الخصم            | تسجيلها هدف | نتيجة المباراة | المنافسة                   |
| ----- | ------------- | ------------------------------------- | ---------------- | ----------- | -------------- | -------------------------- |
| 1     | 2014-12-18    | برازيليا، البرازيل                    | الصين            | 2–0         | 4–1            | تورنيو انترناسيونال 2014   |
| 2     | 2016-12-7     | ماناوس, البرازيل                      | كوستاريكا        | 1–0         | 6–0            | تورنيو إنترناسيونال 2016   |
| 3     | 2016-12-14    | ماناوس, البرازيل                      | إيطاليا          | 1–0         | 3–1            | بطولة تورنيو الدولية 2016  |
| 4     | 18-12-2016    | ماناوس، البرازيل                      | إيطاليا          | 3–2         | 5–3            | بطولة تورنيو الدولية 2016  |
| 5     | 18-12-2016    | ماناوس، البرازيل                      | إيطاليا          | 4–2         | 5–3            | بطولة تورنيو الدولية 2016  |
| 6     | 31-07-2017    | سان دييغو، الولايات المتحدة الأمريكية | الولايات المتحدة | 1–0         | 3–4            | بطولة الأمم الأوروبية 2017 |
| 7     | 31-07-2017    | سان دييغو، الولايات المتحدة الأمريكية | الولايات المتحدة | 3–1         | 3–4            | بطولة الأمم الأوروبية 2017 |
| 8     | 7 أبريل 2018  | كوكيمبو، تشيلي                        | الإكوادور        |             | 8–0            | كوبا أمريكا للسيدات 2018   |
| 9     | 13 أبريل 2018 | كوكيمبو، تشيلي                        | بوليفيا          |             | 7–0            | كوبا أمريكا للسيدات 2018   |
| 10    | 13 أبريل 2018 | كوكيمبو، تشيلي                        | بوليفيا          |             | 7–0            | كوبا أمريكا للسيدات 2018   |